# Леврінц Олександр Юрійович
Олекса́ндр Ю́рійович Ле́врінц (нар. 29 листопада 1978 — пом. 25 січня 2015) — солдат Збройних Сил України, учасник російсько-української війни.

## Життєпис
Мобілізований на початку червня 2014-го, стрілець 3-го взводу 1-ї роти, 128-ма гірсько-піхотна бригада.
Загинув 25 січня 2015-го у бою на опорному пункті «Валера» (висота 307,5) поблизу села Санжарівка. У той час на опорний пункт після масованого артилерійського та мінометного обстрілу розпочали наступ проросійські сепаратисти. Старший лейтенант Сергій Свищ вирішив прийняти бій із переважаючими силами ворога, щоб не допустити прориву у тил українських збройних сил сепаратистів. У цьому бою українським військовим вдалось знищити 3 танки та частину живої сили терористів. Тоді ж загинули старший лейтенант Сергій Свищ, старшина Олександр Венгер, солдати Андрій Капчур, Адальберт Ковач, Федір Лопацький, Володимир Питак.
Тіло Олександра доставлено волонтерами в Дніпропетровськ у травні 2015-го, ідентифікований у вересні за експертизою ДНК.
16 вересня 2015 року похований у селі Фанчиково.
Без Олександра лишилися мама, брат.

## Нагороди та вшанування
- Указом Президента України № 76/2016 від 1 березня 2016 року, «за особисту мужність і високий професіоналізм, виявлені у захисті державного суверенітету та територіальної цілісності України, вірність військовій присязі», нагороджений орденом «За мужність» III ступеня (посмертно)[2].
- Вшановується в меморіальному комплексі «Зала пам'яті», в щоденному ранковому церемоніалі 25 січня[3][4].